# 6 Hydrae
6 Hydrae, som är stjärnans Flamsteed-beteckning, är en ensam stjärna belägen i den sydvästra delen av stjärnbilden Vattenormen och har även Bayer-beteckningen a Hydrae. Den har en skenbar magnitud på 4,98 och är svagt synlig för blotta ögat där ljusföroreningar ej förekommer. Baserat på parallaxmätning inom Hipparcosuppdraget på ca 8,7 mas, beräknas den befinna sig på ett avstånd på ca 373 ljusår (ca 114 parsek) från solen. Den rör sig närmare solen med en heliocentrisk radialhastighet på ca –8 km/s. Utifrån dess egenrörelse listade Eggen (1995) den som en trolig medlem i superhopen IC 2391.

## Egenskaper
6 Hydrae är en orange till gul jättestjärna av spektralklass K3 III, som anger att den har förbrukat förrådet av väte i dess kärna och utvecklats bort från huvudserien. Den har en radie som är ca 33 solradier och utsänder från dess fotosfär ca 267 gånger mera energi än solen vid en effektiv temperatur av ca 4 100 K.